# 2023–2024-es svájci labdarúgó-bajnokság (első osztály)
A 2023–2024-es Swiss Super League (más néven Credit Suisse Super League) volt a 127. alkalommal megrendezett, legmagasabb szintű labdarúgó-bajnokság Svájcban. A pontvadászat 2023. július 22-én kezdődött és 2024. május 25-én ért véget. A címvédő a Young Boys volt. A bajnoki trófeát újra a Young Boys csapata szerezte meg, a bajnokság történetében tizenhetedik alkalommal.

## Új formátum
A bajnokságot kibővítették 12 csapatosra, illetve időben két részre bontották. A szezon első felében minden csapat minden csapattal játszik háromszor, tehát összesen 33 mérkőzést bonyolítanak le klubonként. Az idény második felében két csoportra bontják a 12 klubot: első 6 és utolsó 6. Az első 6 klub a bajnoki címért és a nemzetközi kupasorozatokért küzd, míg az utolsó 6 a kiesést próbálja elkerülni. Átjárás nincsen a két csoport között. Minden csapat egyszer játszik a csoportjában levő többi csapattal, tehát további 5 mérkőzés kerül klubonként lejátszásra. Az utolsó helyezett kiesik, míg az utolsó előttinek osztályozón kell részt vennie, ahol a másodosztály 2. helyezettjével mérkőzik meg.

## Csapatváltozások
| Feljutott az első osztályba                       | Kiesett a másodosztályba |
| ------------------------------------------------- | ------------------------ |
| Lausanne-Sport Yverdon-Sport Stade Lausanne Ouchy | Sion                     |

## Részt vevő csapatok
| Csapat               | Székhely          | Stadion                        | Befogadóképesség1 |
| -------------------- | ----------------- | ------------------------------ | ----------------- |
| Basel                | Bázel             | St. Jakob-Park                 | 37 994            |
| Grasshoppers         | Zürich            | Letzigrund                     | 26 103            |
| Lausanne-Sport       | Lausanne          | Stade de la Tuilière           | 12 544            |
| Lugano               | Lugano            | Cornaredo stadion              | 6 390             |
| Luzern               | Luzern            | Swissporarena                  | 16 490            |
| Servette             | Genf              | Stade de Genève                | 28 833            |
| Stade Lausanne Ouchy | Lausanne          | Stade Olympique de la Pontaise | 15 850            |
| St. Gallen           | Sankt Gallen      | Kybunpark                      | 19 455            |
| Winterthur           | Winterthur        | Stadion Schützenwiese          | 8 400             |
| Young Boys           | Bern              | Stadion Wankdorf               | 31 120            |
| Yverdon-Sport        | Yverdon-les-Bains | Stade Municipal                | 6 600             |
| Zürich               | Zürich            | Letzigrund                     | 26 103            |

- 1A Svájci Labdarúgó Szövetség honlapja szerint.[2]

### Személyek és támogatók
| Csapat               | Vezetőedző              | Csapatkapitány      | Mezgyártó      | Mezszopnzor                   |       |                 |             |        |          |
| -------------------- | ----------------------- | ------------------- | -------------- | ----------------------------- | ----- | --------------- | ----------- | ------ | -------- |
| Csapat               | Vezetőedző              | Csapatkapitány      | Mezgyártó      | Mezszopnzor                   | Basel | Fabio Celestini | Fabian Frei | Macron | Novartis |
| Grasshoppers         | Marco Schällibaum       | Amir Abrashi        | Capelli Sport  | Cabatech (kupamérkőzéseken)   |       |                 |             |        |          |
| Lausanne-Sport       | Ludovic Magnin          | Olivier Custodio    | Le Coq Sportif | Banque cantonale vaudoise     |       |                 |             |        |          |
| Lugano               | Mattia Croci-Torti      | Jonathan Sabbatini  | Erreà          | AIL                           |       |                 |             |        |          |
| Luzern               | Mario Frick             | Max Meyer           | Craft          | Otto’s                        |       |                 |             |        |          |
| Servette             | René Weiler             | Jérémy Frick        | Adidas         | MSC Cruises                   |       |                 |             |        |          |
| Stade Lausanne Ouchy | Ricardo Dionísio        | Lavdrim Hajrulahu   | 14fourteen     | gerofinance                   |       |                 |             |        |          |
| St. Gallen           | Peter Zeidler           | Lukas Görtler       | Puma           | St.Galler Kantonalbank        |       |                 |             |        |          |
| Winterthur           | Patrick Rahmen          | Granit Lekaj        | gpard          | Keller Druckmesstechnik Init7 |       |                 |             |        |          |
| Young Boys           | Joël Magnin             | Fabian Lustenberger | Nike           | Plus500                       |       |                 |             |        |          |
| Yverdon-Sport        | Alessandro Mangiarratti | William Le Pogam    | Macron         | MAGENTA EKO                   |       |                 |             |        |          |
| Zürich               | Ricardo Moniz           | Yanick Brecher      | Nike           | NOKERA                        |       |                 |             |        |          |

### Vezetőedző váltások
| Csapat               | Távozó edző                            | Ok                  | Dátum                | Poz.      | Érkező edző                            | Dátum                |
| -------------------- | -------------------------------------- | ------------------- | -------------------- | --------- | -------------------------------------- | -------------------- |
| Grasshoppers         | Giorgio Contini                        | lemondott           | 2023. június 9.      | Előszezon | Bruno Berner                           | 2023. június 9.      |
| Winterthur           | Bruno Berner                           | lemondott           | 2023. június 9.      | Előszezon | Patrick Rahmen                         | 2023. július 8.      |
| Basel                | Heiko Vogel (ideiglenes)               | lejárt a szerződése | 2023. június 30.     | Előszezon | Timo Schultz                           | 2023. június 30.     |
| Servette             | Alain Geiger                           | lejárt a szerződése | 2023. június 30.     | Előszezon | René Weiler                            | 2023. június 30.     |
| Basel                | Timo Schultz                           | menesztették        | 2023. szeptember 29. | 9.        | Heiko Vogel                            | 2023. szeptember 29. |
| Yverdon-Sport        | Marco Schällibaum                      | menesztették        | 2023. október 30.    | 8.        | Alessandro Mangiarratti                | 2023. október 31.    |
| Basel                | Heiko Vogel                            | menesztették        | 2023. október 31.    | 12.       | Fabio Celestini                        | 2023. október 31.    |
| Stade Lausanne Ouchy | Anthony Braizat                        | menesztették        | 2023. november 13.   | 11.       | Ricardo Dionísio                       | 2023. november 15.   |
| Zürich               | Bo Henriksen                           | leigazola a Mainz   | 2024. február 13.    | 3.        | Murat Ural Umberto Romano (ideiglenes) | 2024. február 13.    |
| Young Boys           | Raphaël Wicky                          | menesztették        | 2024. március 4.     | 1.        | Joël Magnin (ideiglenes)               | 2024. március 4.     |
| Grasshoppers         | Bruno Berner                           | menesztették        | 2024. április 9.     | 11.       | Marco Schällibaum                      | 2024. április 10.    |
| Zürich               | Murat Ural Umberto Romano (ideiglenes) | menesztették        | 2024. április 22.    | 6.        | Ricardo Moniz                          | 2024. április 22.    |

## A bajnokság végeredménye
| Hely. | Csapat                   | M  | Gy | D  | V  | G+ | G– | Gk  | P  | Továbbjutás vagy kiesés  |
| ----- | ------------------------ | -- | -- | -- | -- | -- | -- | --- | -- | ------------------------ |
| 1.    | Young Boys (B)           | 38 | 23 | 8  | 7  | 76 | 34 | +42 | 77 | BL, rájátszás            |
| 2.    | Lugano                   | 38 | 20 | 5  | 13 | 67 | 51 | +16 | 65 | BL, 2. selejtezőkör      |
| 3.    | Servette                 | 38 | 18 | 10 | 10 | 59 | 43 | +16 | 64 | EL, 3. selejtezőkör      |
| 4.    | Zürich                   | 38 | 16 | 12 | 10 | 53 | 41 | +12 | 60 | KL, 2. selejtezőkör      |
| 5.    | St. Gallen               | 38 | 16 | 9  | 13 | 60 | 51 | +9  | 57 | KL, 2. selejtezőkör      |
| 6.    | Winterthur               | 38 | 13 | 10 | 15 | 60 | 71 | −11 | 49 |                          |
| 7.    | Luzern                   | 38 | 13 | 10 | 15 | 47 | 53 | −6  | 49 |                          |
| 8.    | Basel                    | 38 | 13 | 10 | 15 | 45 | 52 | −7  | 49 |                          |
| 9.    | Yverdon-Sport            | 38 | 13 | 8  | 17 | 50 | 71 | −21 | 47 |                          |
| 10.   | Lausanne-Sport           | 38 | 11 | 12 | 15 | 48 | 53 | −5  | 45 |                          |
| 11.   | Grasshoppers (O)         | 38 | 10 | 8  | 20 | 41 | 49 | −8  | 38 | Osztályozó               |
| 12.   | Stade Lausanne Ouchy (K) | 38 | 7  | 8  | 23 | 40 | 77 | −37 | 29 | Kiesett a másodosztályba |

### Osztályozó
Az osztályozóban az első osztály 11. helyezettje, a Grasshoppers és a másodosztály 2. helyezettje, a Thun csapott össze.
| 2024. május 26. 16:30 |

| Grasshoppers             | 1–1 | Thun       |
| ------------------------ | --- | ---------- |
| Morandi 90+7' (11-esből) |     | Gutbub 52' |

| Letzigrund, Zürich Nézőszám: 9 045 Játékvezető: Sandro Schärer |

| 2024. május 31. 20:30 |

| Thun                | 1–2 | Grasshoppers              |
| ------------------- | --- | ------------------------- |
| Koné 43' (11-esből) |     | Morandi 3' Abubakar 90+1' |

| Stockhorn Arena, Thun Nézőszám: 10 014 Játékvezető: Urs Schnyder |

A Grasshoppers csapata nyerte az osztályozót, így sikerült benn maradniuk az első osztályban.

## Statisztika

### Góllövőlista
| # | Játékos            | Klub           | Gólok |
| - | ------------------ | -------------- | ----- |
| 1 | Žan Celar          | Lugano         | 14    |
| 1 | Chadrac Akolo      | St. Gallen     | 14    |
| 1 | Kevin Carlos       | Yverdon-Sport  | 14    |
| 4 | Antonio Marchesano | Zürich         | 12    |
| 4 | Joël Monteiro      | Young Boys     | 12    |
| 4 | Mamadou Kaly Sène  | Lausanne-Sport | 12    |
| 7 | Jonathan Okita     | Zürich         | 11    |
| 8 | Chris Bedia        | Servette       | 10    |
| 8 | Cedric Itten       | Young Boys     | 10    |

### Mesterhármast elérő játékosok
| Játékos       | Csapat       | Ellenfél             | Végeredmény | Dátum              |
| ------------- | ------------ | -------------------- | ----------- | ------------------ |
| Chadrac Akolo | St. Gallen   | Winterthur           | 4–2 (H)     | 2023. november 11. |
| Francis Momoh | Grasshoppers | Stade Lausanne Ouchy | 5–2 (H)     | 2023. november 12. |

- H = hazai pályán; I = idegenben